# چارلز استراد
 چارلز استراد (انگلیسی: Charles Strode؛ زاده ۵ سپتامبر ۱۹۵۷) یک تنیس‌باز اهل ایالات متحده آمریکا است.